# Krakowskie Towarzystwo Techniczne
Krakowskie Towarzystwo Techniczne (KTT) – stowarzyszenie skupiające techników i inżynierów. Powstało w Krakowie w 1877 roku. W 1949 roku zostało wykreślone z rejestru, a jego budynek przy ulicy Straszewskiego 28 przejął NOT. Wznowiło działalność w 1991 roku.

## Historia
Inicjatorem powstania Towarzystwa był Maciej Moraczewski. Walne zebranie odbyło się 15 maja 1877 w Hotelu Drezdeńskim. Wybrano zarząd, na czele którego stanął Paweł Brzeziński. W jego skład weszli: Jan Matula jako zastępca prezesa, Adam Bozański jako skarbnik, Henryk Lindquist jako sekretarz i Józef Braunseis jako bibliotekarz.
W 1882 roku porozumieniu z lwowskim Towarzystwem Politechnicznym Towarzystwo zorganizowało w Krakowie I Zjazd Techników Polskich. Uczestniczyło w nim nad 300 osób z trzech zaborów. W 1912 roku zorganizowano VI Zjazd Techników Polskich z udziałem 600 osób.
W 1902 roku Towarzystwo obchodziło 25-lecie działalności. Z tej okazji dyrektor Gazowni Miejskiej i prezes w 1897 roku opracował Książkę pamiątkową jubileuszu Krakowskiego Towarzystwa Technicznego (1877 – 1902).
I wojna światowa nie spowodowała strat finansowych. W 1927 roku Towarzystwo obchodziło 50-lecie istnienia. Po wybuchu II wojny światowej podczas Sonderaktion Krakau zostali aresztowani aktualny i byli prezesi Towarzystwa Zygmunt Saryusz-Bielski, Roman Dawidowski i Izydor Stella-Sawicki i wywiedzeni do Sachsenhausen. Niemcy zajęli siedzibę Towarzystwa. Część wyposażenia została rozgrabiona, a w budynku umieszczono biura urzędu Treuhadstelle. Po wyzwoleniu Krakowa działacze wznowili działalność Towarzystwa. Budynek był zniszczony, pozostały tylko resztki mebli biurowych. Niemcy zniszczyli liczącą 1000 woluminów bibliotekę, wyposażenie sali odczytowej, sali zebrań towarzyskich i biur Towarzystwa, akta i dokumenty gromadzone od początku działalności, zabrali książeczki Polskiej Kasy Oszczędnościowej i gotówkę.
2 grudnia 1945 roku odbyło się pierwsze po wojnie walne zgromadzenie. Obradom przewodniczył Czesław Boratyński, który odczytał listę 78 zmarłych podczas wojny członków (z uwzględnieniem członków Lwowskiego Towarzystwa Politechnicznego). Pod koniec 1945 roku wznowiono wydawanie Czasopisma Technicznego.
31 maja 1945 roku z inicjatywy byłego prezesa Izydora Stelli-Sawickiego zaingerowano działalność Wydziałów Politechnicznych Akademii Górniczej. Wykładowcami zostali profesorowie Politechniki Lwowskiej, a siedzibą Komitetu Organizacyjnego przyszłej Politechniki został budynek Towarzystwa. Potem działał tu dziekanat i odbywały się zajęcia dla studentów Wydziału Komunikacji.
Kolejne walne zgromadzenie odbyło się 4 kwietnia 1948 roku. Uchwalono, żeby umożliwić rozwój NOT w Krakowie Towarzystwo wynajęło mu lokale na I piętrze, a Czasopismo Techniczne staje się organem wspólnym. Władze państwowe popierały działalność NOT. Zajmowało ono kolejne pomieszczenia opuszczane przez Politechnikę. 22 grudnia 1948 roku odbyło się spotkanie czlonków Wydziału Towarzystwa z przedstawicielami NOT. W „Protokole z zebrania Komisyj połączeniowych NOT Oddział Wojewódzki w Krakowie i Krakowskiego Towarzystwa Technicznego” zapisano, że w razie rozwiązania KTT i połączenia się obu Towarzystw (NOT i KTT) budynek będzie przeznaczony wyłącznie na cele rozwoju i pracy organizacji technicznych w Krakowie i w województwie krakowskim, a wpływy z jego wynajmu zasilą ich konta.
Na 3 czerwca 1949 roku zwołano walne zebranie Towarzystwa, jednak wielu członków nie zostało o nim powiadomionych. W zebraniu wzięło udział tylko 33 członków. Podczas obrad odczytano wniosek, który mówił, że „w związku z organizowaniem świata technicznego przez NOT w stowarzyszeniach branżowych, Krakowskie Towarzystwo Techniczne nie mieści się w ramach tej organizacji, a że dalsze istnienie KTT wprowadziłoby w organizacji technicznej dualizm sprzeczny z celami branżowej organizacji. Wydział w dostosowaniu do konieczności nowych warunków organizacyjnych przychodzi z wnioskiem o zlikwidowaniu Towarzystwa i przekazanie całego ruchomego i nieruchomego majątku wraz ze wszystkimi pretensjami i zobowiązaniami na rzecz Oddziału Wojewódzkiego NOT w Krakowie z tym, że dom Krakowskiego Towarzystwa Technicznego, w przyszłości Dom Technika, ma po wszystkie czasy służyć rozwojowi i pracy organizacji technicznych Krakowa i województwa krakowskiego”. Za likwidacją były 24 osoby. Ponieważ zgodnie ze statutem musiało być 75% głosów członków, przewodniczący zebrania zwołał kolejne posiedzenie (tego samego dnia) i tym razem wniosek został uchwalony. 28 czerwca 1949 roku Krakowskie Towarzystwo Techniczne zostało wykreślone z rejestru stowarzyszeń w aktach Urzędu Wojewódzkiego w Krakowie.
4 kwietnia 1991 roku odbyło się zebranie wznawiające oficjalnie działalność Towarzystwa, w którym uczestniczyło 12 osób, które przed rokiem 1949 były członkami KTT. 29 maja 1991 roku nastąpiła rejestracja Towarzystwa.

## Członkowie
Zgodnie za statutem z 1877 roku członkiem Towarzystwa mogła być każda osoba z wykształceniem technicznym przedstawiona przez dwóch członków, której kandydaturę zaakceptowano w glosowaniu tajnym dwoma trzecimi głosów. Członkowie byli zobowiązani do płacenia składek: 8 złr ( dla miejscowych) lub 5 złr (dla zamiejscowych) rocznie oraz 2 złr wpisowego. Jeżeli członek zalegał przez pół roku ze składkami powinien być skreślony z listy członków. Prawa członków: głosowanie podczas Zgromadzenia i składanie wniosków, udziału w wyborach, otrzymywanie bezpłatnie czasopisma wydawanego przez Towarzystwo, korzystania z biblioteki, zgłaszania nowych członków i udziału we wspólnych wycieczkach.
W 1902 roku podczas zmiany statutu podniesiono wysokość składek do 24 koron rocznie dla miejscowych i 12 dla zamiejscowych.

### Członkowie honorowi
W 1912 roku z okazji 35-lecia istnienia Towarzystwa postanowiono (po zmianie statutu w 1908 roku) nadawać zasłużonym członkom tytuły członka honorowego. Jako pierwsi otrzymali je: Juliusz Leo, Józef Sare, Władysław Kaczmarski, Sławomir Odrzywolski i Józef Pakies.
Podczas drugiego walnego zgromadzenia po II wojnie światowej, które odbyło się 17 listopada 1946 roku, tytuły członków honorowych otrzymali: Adam Bielański, Edmund Chromiński, Julian Czapliński, Henryk Dudek, Mieczysław Huter, Tadeusz Jaszczurowski, Andrzej Kłeczek, Karol Rolle i Czesław Nawarski.

## Czasopismo
W 1880 roku powołano redakcję Czasopisma Technicznego. W 1882 roku połączono z czasopismem wydawanym przez Lwowskie Towarzystwo Politechniczne o tym samym tytule. Wychodziło ono do 1890 roku, gdy doszło do rozłamu i przez pewien okres wychodzą dwa czasopisma o tym samym tytule. W Krakowie wychodzi z podtytułem Czasopismo Towarzystwa Technicznego Krakowskiego. W 1900 roku zmieniło nazwę na „Architekt” gdy podczas IV zjazdu techników polskich zaproponowano, aby wydawane we Lwowie Czasopismo Techniczne zajmowało się tematykę inżynieryjną, warszawski Przegląd Techniczny problemami technologicznymi, a w Krakowie wydawano nowe czasopismo dla architektów i budowniczych.

## Siedziba

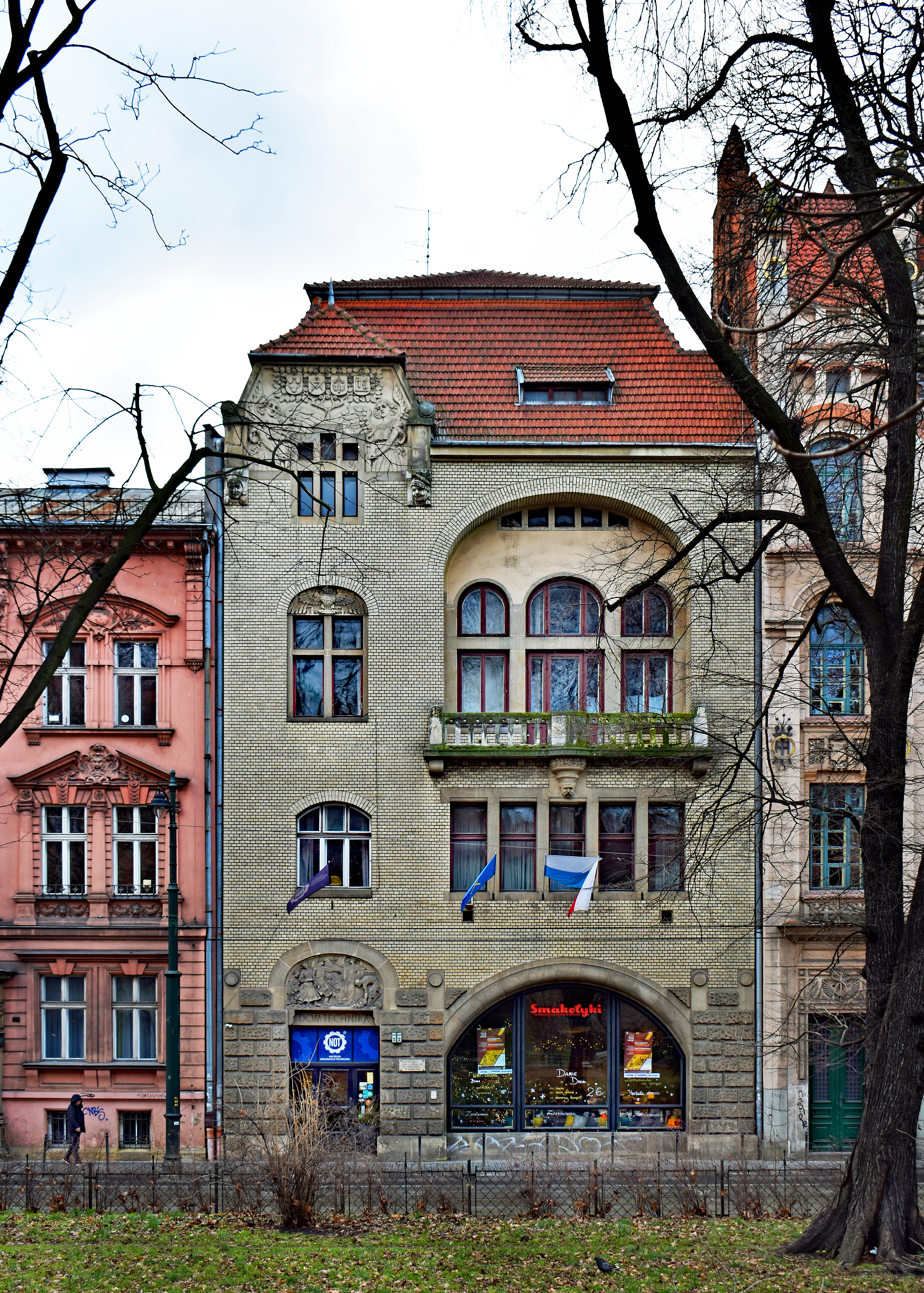
Budynek Krakowskiego Towarzystwa Technicznego

Początkowo członkowie Towarzystwa spotykali się w Hotelu Drezdeńskim. Potem wynajmowano pomieszczenia między innymi: wspólnie ze Stowarzyszeniem Budowniczych (1891) przy ul. Szewskiej, następnie samodzielnie przy ul. Grodzkiej czy w Rynku Głównym 8 i 17.
Gdy prezesem został Gustaw Steingraber, zaproponował budowę własnego gmachu i umieszczenie w jego części wystawy krajowej przemysłu budowlanego. W 1904 roku fundusze Towarzystwa wynosiły 4 tysiące koron. 17 października 1904 roku Rada Miasta Krakowa podjęła decyzję o sprzedaży za 4 tysiące koron działki przy ulicy Straszewskiego i obiecała dotację na zorganizowanie wystawy. Koszt budowy planowano na 85 tysięcy koron, ale już podczas budowy podniesiono do 105 tysięcy, aby odpowiednio wykończyć budynek.
Rozpisano konkurs, w którym mogli wziąć udział wyłącznie członkowie Towarzystwa. Nadesłano 7 prac. Wyniki ogłoszono w kwietniu 1905 roku. Zwyciężył projekt Sławomira Odrzywolskiego, kolejne miejsca zajęli: Władysław Ekielski i Roman Bandurski.
Budowę rozpoczęto 25 lipca 1905 roku. Pracami kierował Odrzywolski ze wsparciem najpierw Stanisława Walza, a potem Alfreda Kramarskiego. Prace nadzorował Komitet budowy. Równocześnie powstał Komitet wystawy pod kierunkiem Karola Rollego.
Budynek został otwarty 1 grudnia 1906 roku. Poświęcił go proboszcz parafii św. Anny dr Caputa. W uroczystości wzięli udział: marszałek Badeni, prezydent Krakowa Juliusz Leo, Jan Kanty Federowicz jako przedstawiciel Namiestnictwa, Józef Sare jako przedstawiciel Stowarzyszenia austriackich inżynierów i architektów w Wiedniu.
Na parterze i w niższym i wyższym przyziemiu oficyn umieszczono wystawę. Pierwsze piętro przeznaczono na wynajem, a drugie użytkowało Towarzystwo. Budynek miał oświetlenie elektryczne i centralne ogrzewanie (ciepłym powietrzem) wykonane przez firmę Leonarda Nitscha. Tylko pomieszczenia w przyziemiu (ze względów technicznych) były ogrzewane piecami.
Fasadę ozdobiono rzeźbami Jana Raszki. Wewnątrz zachowała się tablica upamiętniająca otwarcie gmachu oraz witraże. Obecnie budynek jest własnością Gminy Kraków, a zarządza nim NOT.

## Lista prezesów[14]
- Paweł Brzeziński 1877–79[15]
- Władysław Rozwadowski 1880
- Maciej Moraczewski 1881
- Paweł Brzeziński 1882[15]
- Walery Kołodziejski (1883)
- Emil Serkowski (1884–1885)
- Karol Zaremba (1886–1888)
- Józef Sare (1889–1891)
- Jan Rotter (1892)
- Stanisław Chrząszczewski (1893)
- Władysław Kaczmarski (1894)
- Karol Zaremba(1895)
- Stanisław Kułakowski (1896)
- Mieczysław Dąbrowski (1897)
- Roman Ingarden (1898)
- Wincenty Wdowiszewski (1899)
- Karol Szuszkiewicz (1900)
- Gustaw Steingraber (1901–1907)
- Ludwik Regiec (1908–1909)
- Józef Horaszkiewicz (1910–1916)
- Karol Rolle (1917)
- Józef Żaczek (1918–1919)
- Leonard Nitsch (1920–1921)
- Jan Studniarski (1922)
- Edmund Chromiński (1923)
- Mieczysław Seifert (1924–1925)
- Józef Czapliński (1926)
- Stanisław Krawczyk (1927)
- Kazimierz Dulczyński (1928)
- Tadeusz Polaczek-Kornecki (1929)
- Władysław Kowalski (1930)
- Karol Rolle (1931–1932)
- Roman Dawidowski (1933–1934)
- Izydor Stella-Sawicki (1935–1938)
- Zygmunt Saryusz Bielski (1939)
- Czesław Boratyński (1940–1946),
- Roman Dawidowski (1946–1949)